# Mladen Lorković
Mladen Lorković (Zágráb, 1909. március 1. – Lepoglava, 1945. április) horvát politikus és jogász volt, aki az Usztasa mozgalom vezető tagja lett, és a második világháború alatt a Független Horvát Állam (NDH) külügyminisztere és belügyminisztere volt. Lorković vezette a Lorković–Vokić-összeesküvést, amely egy koalíciós kormány létrehozására tett kísérletet az Usztasa és a Horvát Parasztpárt között, és a Független Horvátországot a náci Németország elleni szövetséghez próbálta csatlakoztatni.
Diákként csatlakozott a Horvát Jogok Pártjához, de hogy elkerülje a letartóztatást elmenekült az országból, és végül Németországban telepedett le, ahol a berlini egyetemen szerzett jogi doktorátust. 1934-ben csatlakozott az Usztasa mozgalomhoz, és Ante Pavelić közeli munkatársa lett. Bár kezdetben az összes németországi usztasa parancsnoka volt, a független horvát állam létrehozására és védelmére keresett támogatást, később az összes Olaszországon kívüli usztasa vezetője lett. Nem sokkal az NDH megalakulása után külügyminiszternek nevezték ki. Határozottan ellenezte az olasz állam befolyását. 
Miután kabinetfőnökét, Ivo Kolakot 1943-ban aranycsempészet miatt kivégezték, Lorkovićot eltávolították hivatalából, de később belügyminiszternek nevezték ki. Belügyminiszterként a Horvát Parasztpárttal (HSS) tárgyalt egy koalíciós kormány létrehozásának reményében. A HSS képviselőivel együtt titkos tárgyalásokat folytatott annak érdekében is, hogy az NDH csatlakozzon a Németország elleni szövetségesekhez. Bár Pavelić látszólag támogatta, és mint államellenes összeesküvőt hamarosan letartóztatták. 
1945 áprilisában Ante Vokić-csal együtt kivégezték

## Élete és pályafutása
Lorković 1909. március 1-jén született Zágrábban a prominens horvát politikus, Ivan Lorković fiaként. A zágrábi gimnáziumba járt, ahol a Horvát Jogok Pártja támogatója lett, majd csatlakozott a Horvát Ifjúsági Mozgalomhoz. Jogi tanulmányait a zágrábi egyetemen kezdte, de szökését követően az ausztriai Innsbruckban fejezte be. Később a berlini egyetemen Max Hildebert Boehm mentorálásával szerzett Ph. D fokozatot. Disszertációját „A szlovének, horvátok és szerbek államának létrehozása” témakörben írta. A Nemzetközi Diákszövetség 1930-as brüsszeli kongresszusán Branimir Jelić-csel együtt a horvát egyetemisták helyzetéről beszélt, amiért letartóztatták és, mielőtt a német határhoz vitték volna az Igazságügyi Palotában tartották fogva őket.
Berlinben töltött ideje alatt ismerkedett meg Wally Marqueaddal, akit feleségül vett. Később elvált Marqueadtől, és 1944. augusztus 19-én újraházasodott, Nada von Ghyczy grófnőt vette el.

### Az Usztasa mozgalomban
1929. január 6-án I. Sándor jugoszláv király feloszlatta a kormányt, és az újonnan létrehozott Jugoszláv Királyságban királyi diktatúrát vezetett be. Mivel Lorkovićot disszidensnek tekintették, állandó rendőri felügyelet alá helyezték. 1929. november 15-én elfogatóparancsot adtak ki ellene, de sikerült Ausztriába, majd Németországba szöknie.
Lorković a Jugoszláv Királyságból való kiválás érdekében lelkes szószólója volt az összes horvát párt egy „szuperpárttá” való egyesülésének, és 1934. október 4-én letette usztasa esküjét. Ő lett az összes németországi usztasa egység parancsnoka, majd Sándor király meggyilkolása után az összes Olaszországon kívüli usztasa parancsnoka lett. Sándor király meggyilkolása miatt rövid időre fogva tartották Németországban, de 1935 közepén, miután egy német bíróság elutasította a kiadatására irányuló jugoszláv kérelmet szabadon engedték.
1937-ben Lorkovićot a Gestapo által lefolytatott kihallgatás után letartóztatták. Ezt követően elhagyta Németországot, Magyarországra költözött, majd 1939-ben visszatért Jugoszláviába, ahol a „Hrvatski narod” (Horvát Nép) folyóirat társszerkesztője és a „Hrvatska pošta” (Horvát posta) című földalatti folyóirat szerkesztője lett. A Matica hrvatska 1939-ben adta ki „A horvát nép és földje” című könyvét, amelyben kijelentette, hogy minden boszniai muszlim nemzetiség szerint horvát. A horvát Banovina kikiáltása után 1940-ben letartóztatták, és a lepoglavai börtönben, majd később a boszniai Vitez melletti Krušćicában tartották fogva. Lorković 1941. május 5-én aláírta azt az 1941. március 31-én kelt nyilatkozatot, amelyben az Usztasa mozgalom a horvát állam kikiáltását szorgalmazta. A dokumentum német támogatást, védelmet és elismerést is kért a tengelyhatalmak részéről.

### A Független Horvát Államban

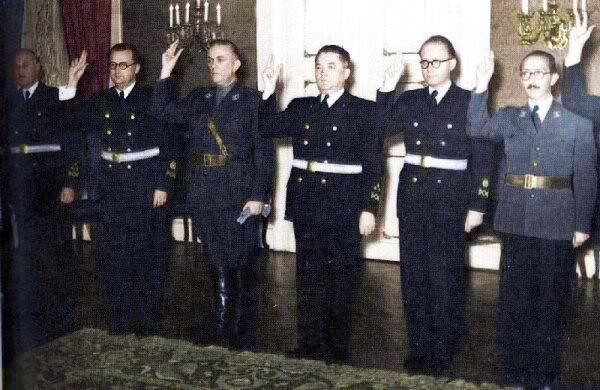
Lorković (balról a második) és társai leteszik az esküt 1941 áprilisában

Lorković a háború előtti Usztasa mozgalom egyik legnémetbarátabb tagja volt, aki politikai és tudományos kapcsolatokat ápolt Németországban. Az NDH megalakulása után Lorković Slavko Kvaternik Horvát Állami Vezetőségként ismert ideiglenes kormányának tagja lett. 1941. április 16-án Lorkovićot az első olyan kormányban, amelyet Ante Pavelić alakított, a külügyminisztérium titkárává nevezték ki, de külügyminiszterként is szolgált. 1943 áprilisáig ő volt a fő kapcsolattartó Edmund Glaise von Horstenau, a németek horvátországi meghatalmazottja és a Pavelić-kormány között.
Lorković 1941. június 9-én váltotta Pavelićet a külügyminiszteri poszton. Nem sokkal hivatalba lépése után érdeklődött a francia hatóságoknál három usztasa sorsáról, akik részt vettek Sándor király 1934-es marseille-i meggyilkolásában, és életfogytiglani börtönbüntetésre ítélték őket. A tényleges bérgyilkos egy bolgár zsoldos, Vlado Chernozemski volt, akit a francia biztonsági erők a tett után megöltek. A férfiak közül ketten meghaltak a börtönben, de a harmadikat, Milan Rajićot 1942 elején a német megszálló erők franciaországi beavatkozása révén visszaküldték az NDH-hoz, ahol később állítólag Pavelić parancsára megölték.
1941. július 27-én egy beszédében, amely a horvátokat az NDH-ban élő szerbek ellen akarta fellázítani, Lorković azt hazudta, hogy a szerbek horvát parasztok tízezreit verték meg, csonkították meg és mészárolták le a két háború közötti időszakban. Augusztusban határozottan ellenezte azt az olasz kérést, hogy az NDH demilitarizált övezetében polgári közigazgatást vezessenek be. Az olaszok a következő tavasszal szembeszálltak azzal, hogy Lorkovićot kommunizmussal vádolták, hogy lejárassák őt németbarát nézetei miatt. Lorkovićot a rendőrségi vizsgálat után minden vád alól felmentették. A német rendőrségi attasé Zágrábban azonban azt állította, hogy Lorković az 1930-as évek elején kapcsolatban állt néhány kommunistával, és 1941-ben és 1942-ben segített néhány horvát kommunistának. 1942 májusában Lorkovićot a Német Határ- és Külföldi Tanulmányok Intézet tiszteletbeli tagjává választották. Lorković Vladimir Košak és Stijepo Perić mellett határozottan ellenezte az olasz befolyást a Független Horvát Államra, és 1942 vége felé emlékeztetőt („Spomenica”) írt, amelyben ismertette az olasz 2. hadsereg együttműködését a csetnikekkel. Ezt az emlékeztetőt hivatalosan 1943. január 26-án nyújtották be Galeazzo Ciano olasz külügyminiszternek. Válaszul Raffaele Casertano olasz diplomata megpróbálta eltávolítani Lorkovićot hivatalából.

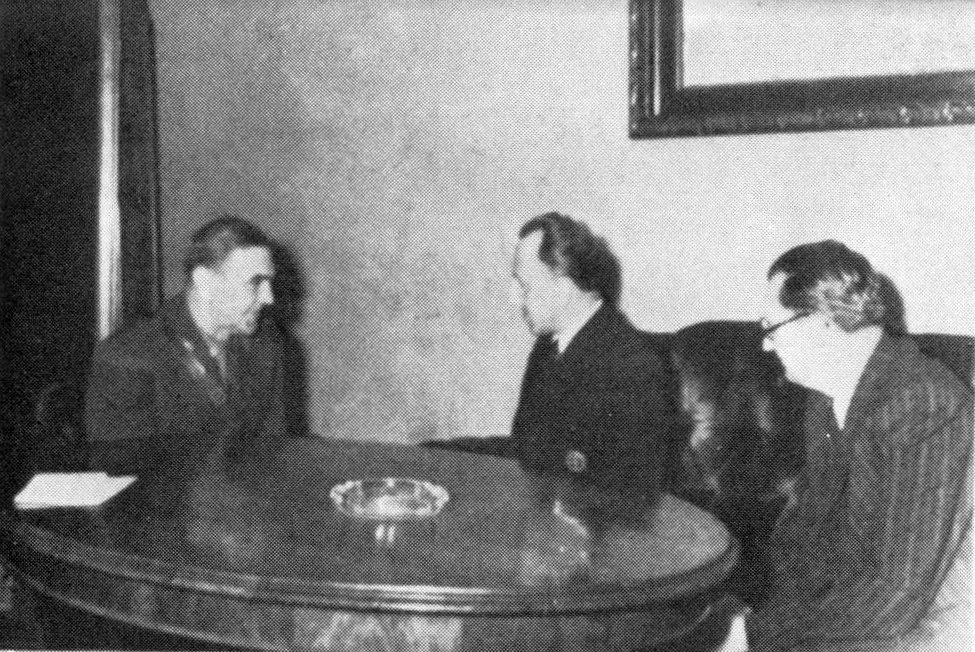
Ante Pavelić, Karl Murgaš szlovák nagykövet és Lorković (jobbról) 1941-ben Zágrábban

Heinrich Himmler, a német Schutzstaffel (SS) vezetője egy horvát muszlim SS-hadosztályt akart megalakítani. Ennek érdekében képviselőjeként Artur Phlepset küldte Zágrábba, hogy 1943. február 18-án hivatalos tárgyalásokat kezdjen a horvát kormánnyal. Találkozott Siegfried Kasche német külügyminisztériumi küldöttel és Mladen Lorković-csal, aki Pavelićet képviselte. Pavelić már beleegyezett a hadosztály felállításába, de a Waffen-SS és a horvát kormány nem értett egyet a hadosztály toborzásának és ellenőrzésének módjában. Lorković azt javasolta, hogy nevezzék el "SS Ustaša Division"-nak, egy horvát egységnek, amelyet SS-segítséggel emeltek ki, olyan ismert ezredcímekkel, mint Bosna, Krajina és Una. Pavelić és Kasche aggódtak amiatt, hogy egy kizárólag muszlim hadosztály segíthet egy muszlim függetlenségi törekvésben. Kompromisszumként a „horvát” szó került be hivatalos címébe, és beszerveztek néhány horvát katolikus tisztet is. Azonban nagyrészt Himmler és Phleps akarata kerekedett felül, akik saját elképzelésük szerint hozták létre a hadosztályt, súlyos elégedetlenséget okozva az NDH vezetőségében, különösen az etnikai összetételt illetően.
1943. április 23-án, miután Lorković kabinetfőnökét, Ivo Kolakot bűnösnek találták aranycsempészetben, és kivégezték, Lorkovićot eltávolították hivatalából. Elmozdítását követően Lorkovićot a kormányelnökség miniszterévé nevezték ki, ahol a német hadsereggel való kapcsolatokért volt felelős, és közeli munkatársa lett Edmund Glaise von Horstenau tábornoknak. 1943 nyarán kiállt a Horvát Parasztpárttal (HSS) való együttműködés mellett, és ő képviselte az Usztasát a HSS alelnökével, az August Košutić-csal folytatott tárgyalásokon a koalíciós kormány megalakításáról. Lorković erősebb kormányt és tevékenységében nagyobb függetlenséget szorgalmazott. Új kormányt kezdeményezett, amelyet miniszterelnökként ő maga és nem a Poglavnik vezetne, de Pavelić 1942. szeptember 2-án Nikola Mandićot nevezte ki miniszterelnöknek. Erre Lorković és néhány társa benyújtotta lemondását, amelyet nem fogadtak el. E kudarc ellenére Lorković és Mandić egész szeptemberben folytatta a tárgyalásokat a HSS-szel, és a hónap végén véglegesítette azokat.

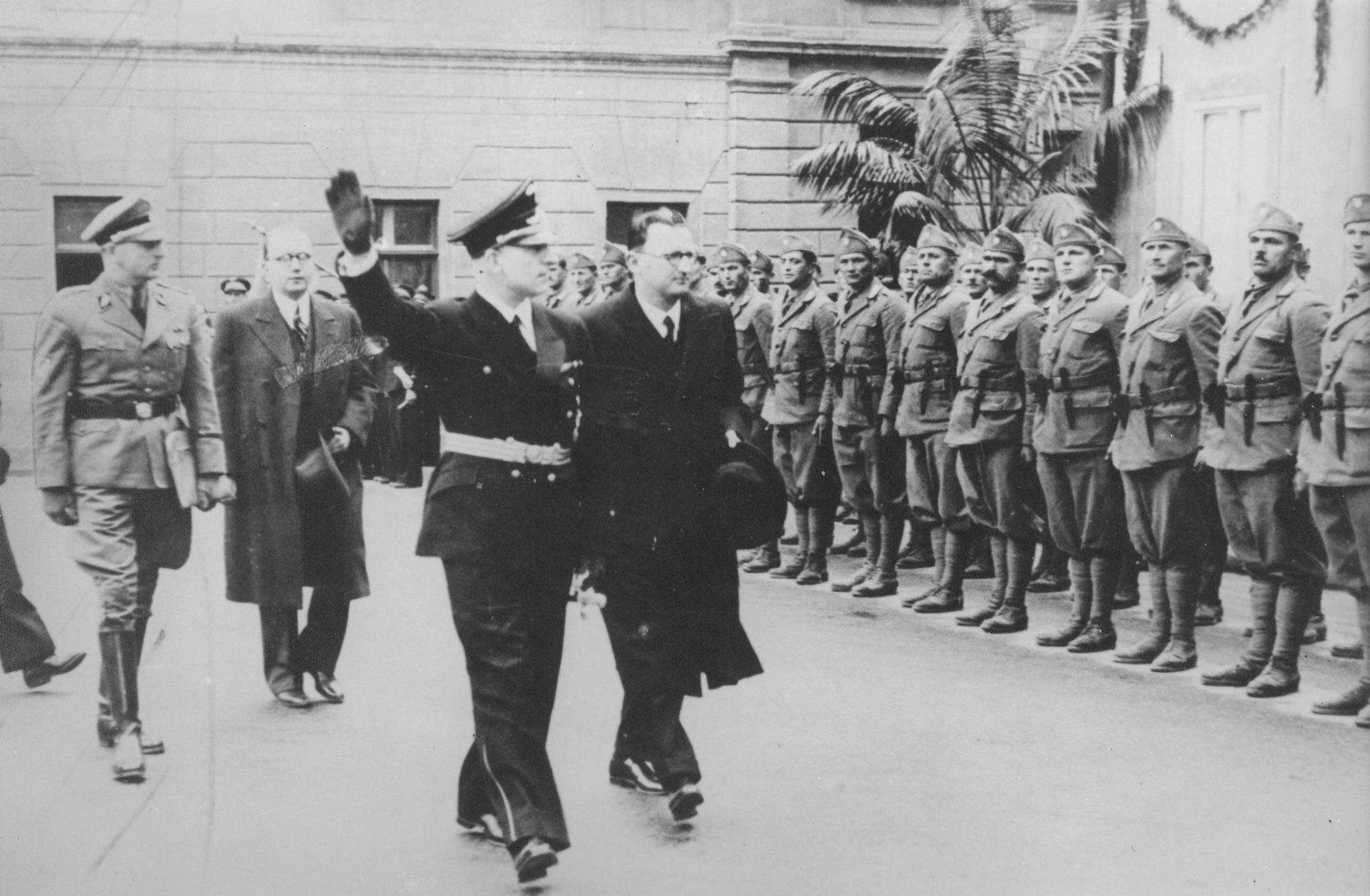
Kasche német nagykövet és Lorković 1941-ben

Olaszország 1943. szeptember 20-i kapitulációja után Lorković Kaschéval és más magas rangú német tisztekkel az 1941. áprilisi Római Szerződés után elvesztett területek visszaadásáról tárgyalt. Végül Hitler „Horvátország korlátlan függetlenségének garantálásával” engedélyt adott a Független Horvát Államnak a terület (beleértve a horvát Adria-partot is) bekebelezésére. 1943. október 11-én Lorkovićot kinevezték belügyminiszternek, ahol szigorított rendfenntartást szorgalmazott. 1944. április 29-től május 5-ig miután barátját, Perićet eltávolították hivatalából a külügyminiszteri teendőket is ellátta. Megállapodtak arról, hogy Lorković egyszerre marad külügyminiszter és belügyminiszter, de hamarosan Mehmed Alajbegović került a helyére a külügyminiszteri posztra. Miután rájött, hogy Németország elveszíti a háborút és az NDH megszűnik, radikális változtatásokat szorgalmazott az állampolitikában. 1944 februárjában részletes német nyelvű memorandumot írt, amelyben összefoglalta az NDH és fegyveres erőinek történetét, jelenlegi helyzetét és alapvető problémáit, valamint a német hadsereggel kapcsolatos problémákat.

### A Lorković-Vokić-összeesküvés
1944 májusában titokban találkozott Knin megye elnökével, David Sinčićc-sal, akivel megvitatta a németek kedvezőtlen háborús helyzetét, és azt, hogy a szövetségesek Tarantón keresztül megtámadhatják a Balkánt. Még ebben a hónapban kezdeményezte a HSS-vel való tárgyalások megújítását, amelyet a lakásán folytatott le. Ott találkozott titokban Sinčić-csel, August Košutić-csal és Ivanko Farolfival. Lorković külföldi kapcsolatokat is keresett, és Svájcon keresztül brit és amerikai tisztviselőkkel is felvette a kapcsolatot, de elutasították. Javasolta, hogy az NDH szüntesse meg kapcsolatait Németországgal, és csatlakozzon a szövetségesekhez. Ezt a javaslatot Ante Vokić fegyveres erők minisztere, valamint számos magas rangú horvát katonatiszt és politikus is támogatta. Lorković a HSS-vel is tárgyalt arról, hogy Pavelić tudtával és beleegyezésével oldalt váltsanak.

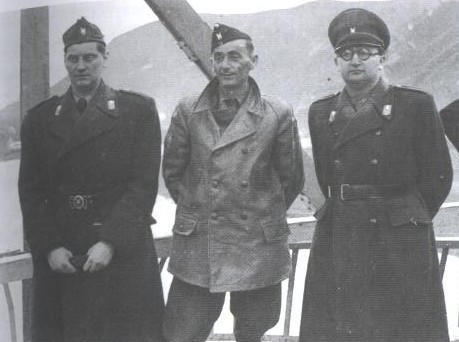
Kvaternik, Francetić és Lorković 1942-ben a Trio-hadművelet végén a Drina hídján

1944. augusztus 30-án a kormány Pavelić villájában tartott rendkívüli ülésén azonban Lorkovićot és Vokićot fegyveresek tartóztatták le, és a Poglavnik, valamint Horvátország német szövetségese elleni összeesküvéssel vádolták. A kormány alelnöke, Džafer Kulenović és sokan mások próbálták védeni őket, de hiába. Lorkovićot házi őrizetben tartották mindaddig, amíg a Poglavnik testőrsége (PTS) elé nem állították, ahol úgy döntöttek, hogy megfosztják rangjától, és kizárják a vezetésből. A tárgyalás után Vokić, Farolfi, Ljudevit Tomašić és mások mellé Kaproncára, majd Lepoglavára szállították őket. Košturić később megszökött. Lorkovićot 1945. április végén kivégezték.

## Művei
Lorkovićnak az NDH idején megjelent publikációi szorosan összefüggtek politikai tevékenységével és állami kötelezettségeivel. Együttműködött számos folyóirattal, mint például a Croatiával, amelyet a HIBZ adott ki németül és franciául a Külügyminisztérium számára.
1939-ben Matica hrvatska kiadta „A horvát nép és földjei” (Narod i zemlja Hrvata) című könyvét, amelyben Lorković a horvát határok kérdésére összpontosított. A horvát parlamentben elmondott két beszéde önállóan is megjelent nyomtatásban: „Horvátország nemzetközi politikai álláspontja” (Međunarodni politički položaj Hrvatske; 1942) és „A horvát harc a bolsevizmus ellen” (Hrvatska u borbi protiv boljševizma; 1944). Ez utóbbi 1944-ben jelent meg németül.

## Fordítás
- Ez a szócikk részben vagy egészben  a   Mladen Lorković című angol Wikipédia-szócikk ezen változatának fordításán alapul.  Az eredeti cikk szerkesztőit annak laptörténete sorolja fel. Ez a jelzés csupán a megfogalmazás eredetét és a szerzői jogokat jelzi, nem szolgál a cikkben szereplő információk forrásmegjelöléseként.